# Cristo bendiciendo (Giovanni Bellini, Fort Worth)
Cristo bendiciendo es un cuadro del pintor veneciano Giovanni Bellini realizado hacia 1500 y conservado en el Museo de Arte Kimbell de Fort Worth, Texas.

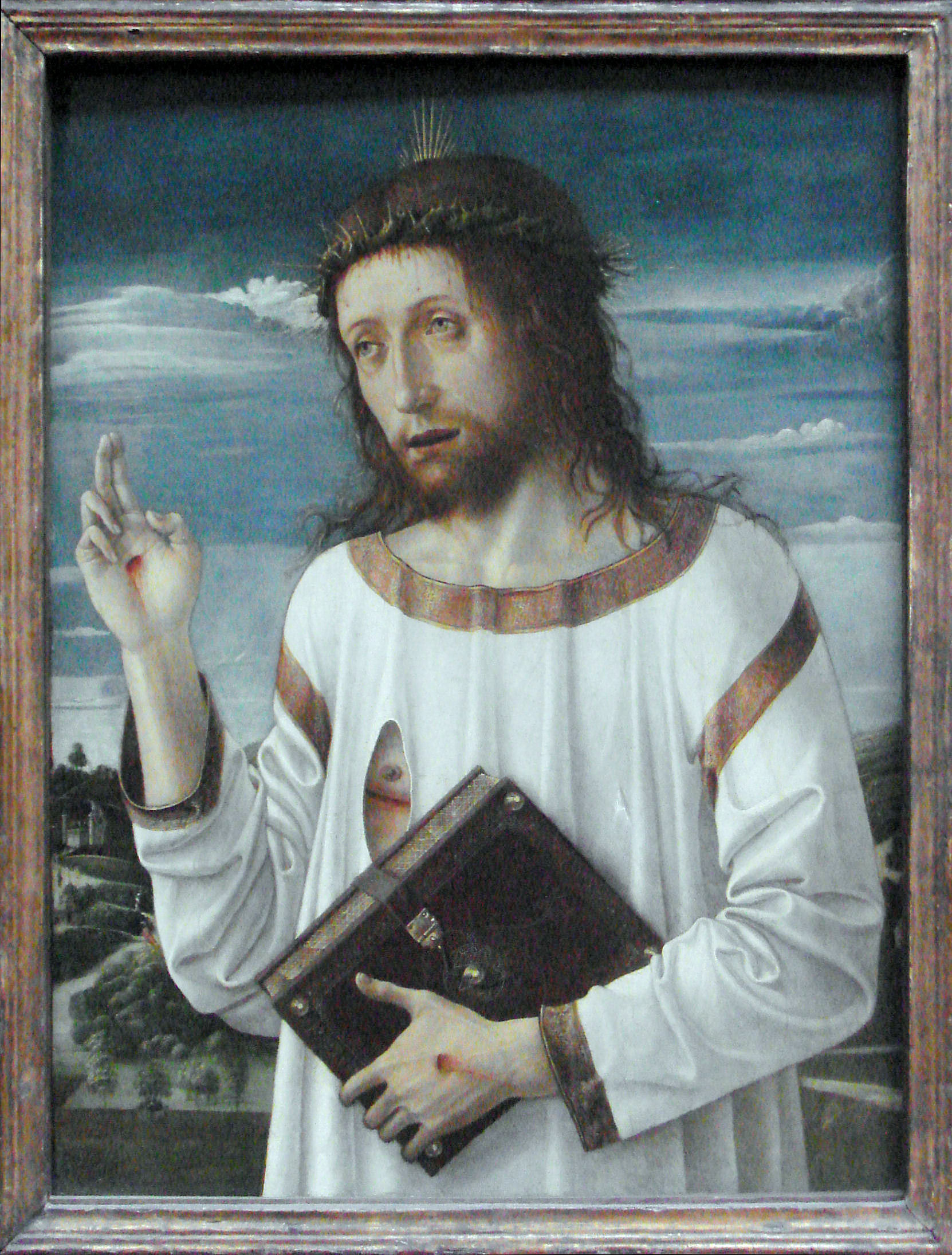
Versión anterior, Cristo bendiciendo del Museo del Louvre.

## Historia
La obra fue encontrada en ventas privadas en el siglo XIX pero sin conocer con certeza al autor, se atribuía a Cima da Conegliano. Josef H. Dasser de Zúrich lo autenticó como obra de Bellini, probablemente alrededor de 1958, y la Galería Hallsborough de Londres lo compró, y después el Museo de Arte Kimbell en 1967.

## Descripción
Cristo bendiciendo es una figura de la iconografía cristiana tradicional: Jesús, de frente, de cuerpo entero o como aquí de torso, levanta su mano derecha con dos dedos levantados, en señal de bendición para los espectadores presentes o más generalmente al mundo.
Cristo aparece representado por Bellini de frente, con la cabeza erguida, sereno y con una leve sonrisa, está vestido simplemente con un manto de lino blanco alrededor de las caderas, que sube por la espalda y cae solo sobre su hombro y brazo izquierdos; sus heridas son visibles pero discretamente cerradas, una en la palma de su mano derecha levantada, con dos dedos erguidos en señal de bendición; sólo se ve otra de sus heridas, la del costado; los rayos de gloria emanan dorados de su cabeza hacia arriba y hacia los lados pero sin forma de aureola.
En su mano izquierda, Cristo lleva una larga vara roja.
Detrás de él, a la derecha del cuadro, dos conejos juguetean, uno blanco, otro rojo, mientras entre su mano levantada y su hombro derecho, se alza un árbol en el que se posa un pájaro en una de sus ramas secas. Un paisaje ocupa el fondo de la composición, revelando colinas y edificios a derecha e izquierda y un campanario muy alto y estrecho a la derecha. En un prado, a la izquierda, un pastor reúne su rebaño. En un camino que se adivina a la derecha, tres figuras, una de amarillo, otra de rojo y otra de blanco, regresan de la iglesia. El cielo del amanecer, cargado de nubes, pasa del dorado en el horizonte al azul claro en lo alto.

## Estilo
El asta de la lanza roja es un signo de su martirio, después de haberle atravesado el costado derecho, se convierte en la iconografía de la resurrección en el asta de la bandera que lleva su estandarte blanco con una cruz roja.
Los conejos son símbolos de regeneración, mientras el pastor, alude a Cristo como el "Buen Pastor" (Juan, 10:14). Las sombras matutinas indican la realidad de su Resurrección. Las tres pequeñas figuras son las tres Marías, después de haber acompañado a Cristo en su tumba, van a avisar a los apóstoles. El árbol seco y el ave solitaria a la izquierda representan la Antigua Alianza, de la cual crecerá la Nueva Alianza.
El campanario destacando a lo lejos transmite el mensaje de que la salvación se puede encontrar a través de Cristo y la Iglesia. Otro cuadro del maestro, más antiguo, sobre el mismo tema de la bendición de Cristo, se conserva en el Museo del Louvre de París pero muestra todavía reminiscencias góticas: Cristo viste túnica y no muestra un rostro radiante, sino triste, con la cabeza ligeramente agachada, aun porta la corona de espinas y los estigmas sangrantes.